# فریلی هورن
فریلی هورن (به لاتین: Frilihorn) یک کوه در سوئیس است که در کانتون وله واقع شده‌است. فریلی هورن ۳٬۱۲۴ متر بالاتر از سطح دریا واقع شده‌است.